# Acontiostoma marionis
Acontiostoma marionis är en kräftdjursart som beskrevs av Stebbing 1888. Acontiostoma marionis ingår i släktet Acontiostoma och familjen Lysianassidae. Inga underarter finns listade i Catalogue of Life.